# Sainte-Colombe (Ille-et-Vilaine)
Sainte-Colombe is een gemeente in het Franse departement Ille-et-Vilaine (regio Bretagne) en telt 272 inwoners (1999). De plaats maakt deel uit van het arrondissement Fougères-Vitré.

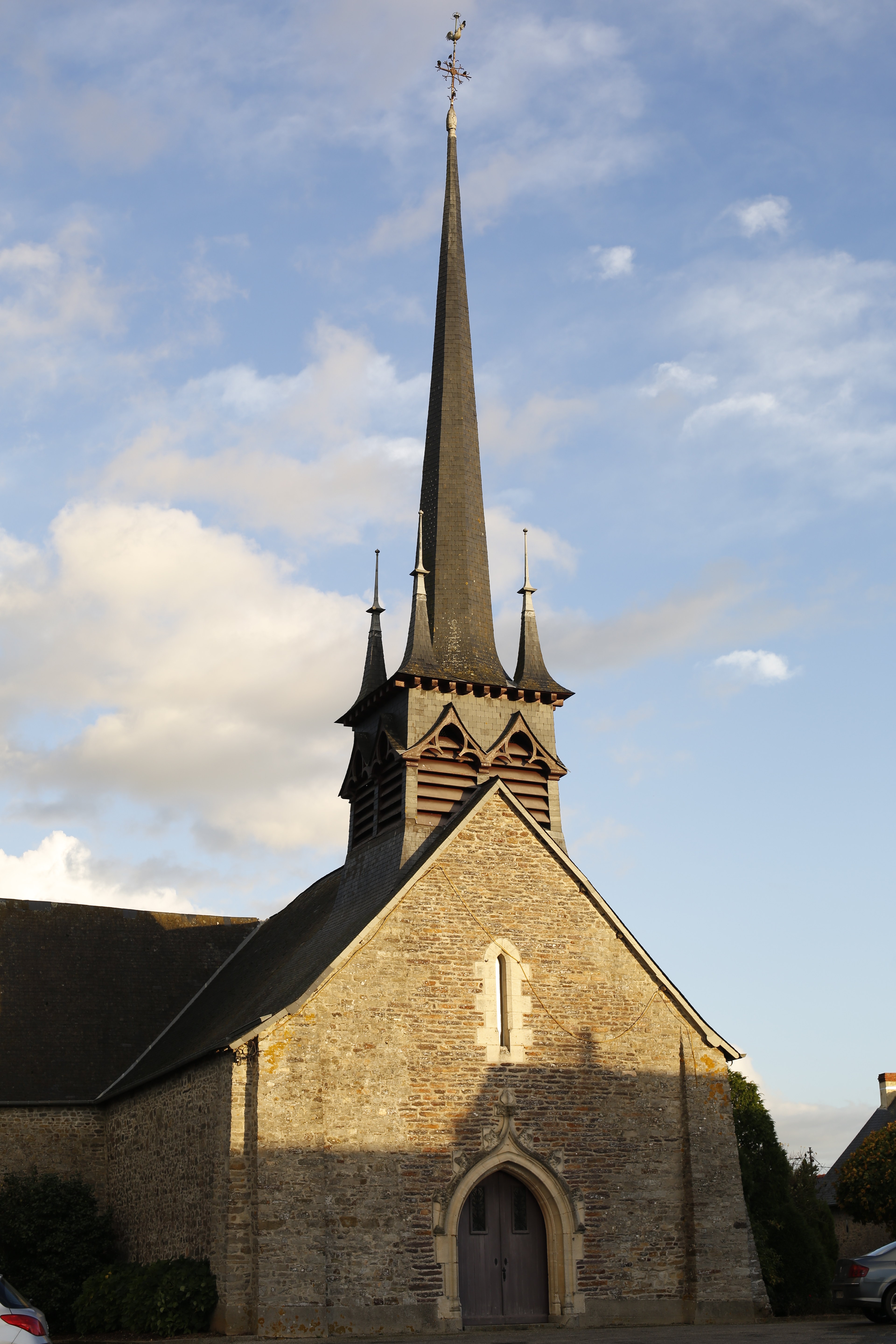
Kerk van Sainte-Colombe
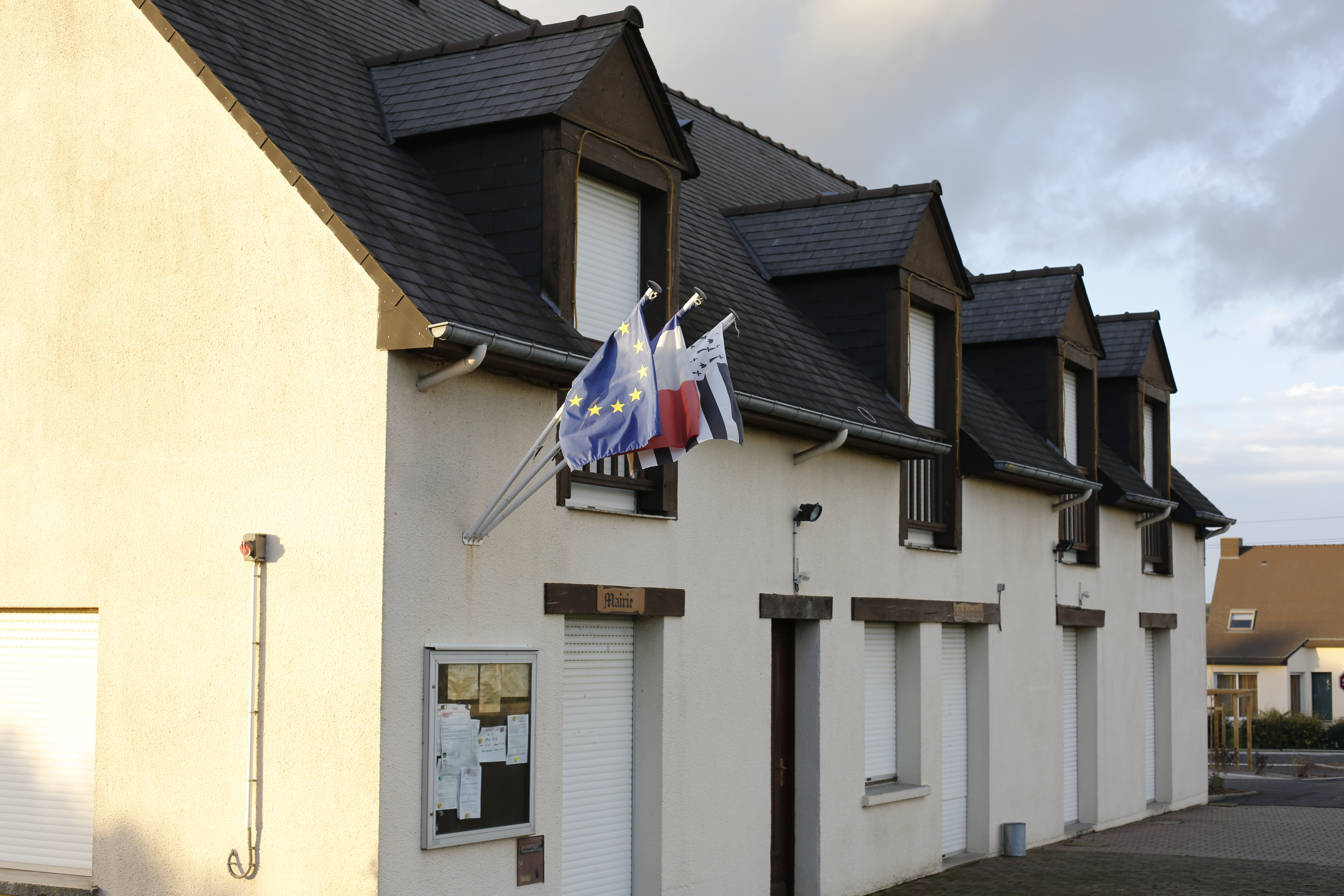
Gemeentehuis

## Geografie
De oppervlakte van Sainte-Colombe bedraagt 7,5 km², de bevolkingsdichtheid is 36,3 inwoners per km².
De onderstaande kaart toont de ligging van Sainte-Colombe (Ille-et-Vilaine) met de belangrijkste infrastructuur en aangrenzende gemeenten.

## Demografie
Onderstaande figuur toont het verloop van het inwonertal (bron: INSEE-tellingen).

1. ↑  Populations de référence 2022.